# 릭 제임스
릭 제임스(Rick James, 1948년 2월 1일 ~ 2004년 8월 6일)는 미국의 가수이다.